# Bilsk, Kotelva
Bilsk (în ucraineană Більськ) este o comună în raionul Kotelva, regiunea Poltava, Ucraina, formată numai din satul de reședință.

## Demografie
Componența lingvistică a comunei Bilsk
     Ucraineană (95,3%)
     Rusă (4,03%)
     Alte limbi (0,29%)
Conform recensământului din 2001, majoritatea populației comunei Bilsk era vorbitoare de ucraineană (95,3%), existând în minoritate și vorbitori de rusă (4,03%).